# Thundercats (1985)
Thundercats är en amerikansk animerad TV-serie som producerades av Rankin/Bass, baserad på Thundercats, figurer skapade av Tobin Wolf. Seriens första säsong (65 avsnitt) hade premiär i USA 1985, och följdes 1986 av TV-filmen Thundercats - HO!. Säsong 2 till 4 följde ett annat format, med en längre berättelse uppdelad i 5 avsnitt i början av varje säsong, följt av 15 vanliga avsnitt.
Thundercats distribuerades ursprungligen av Telepictures Corporation, som på den tiden var Rankin/Bass Productions moderbolag, och som 1986 gick samman med Lorimar Productions. 1989 köptes Lorimar-Telepictures upp av Warner Bros., vars TV-syndikat började distribuera serien. Warner Bros. har sedan dess ägt rättigheterna till Thundercats, och alla övriga Lorimar-Telepictures-program.

## Rollfigurer (i urval)

### Thundercats
- Jaga – Denne bortgångne, äldre krigare var en gång Thundercats ledare, och var baserad på en jaguar. Hans ande dyker ofta upp för att agera som Lejon-O:s mentor. Hans visdom kommer ofta till pass.

- Lejon-O (Lion-O) – Thundercats nuvarande ledare som är baserad på ett lejon. Han innehar det legendariska Omens svärd.

- Tiger (Tygra) – En pålitlig och skarpsinnig krigare som är baserad på en tiger, och agerar som Thundercats arkitekt och vetenskapsman.

- Panter (Panthro) – Thundercats näst bäste krigare efter Jaga, som är baserad på en melanistisk leopard (panter). Han är även en mycket skicklig ingenjör och pilot.

- Cheetara – En kvinnlig krigare som är baserad på en gepard. Hon besitter ett sjätte sinne genom att upptäcka när något är osäkert eller om någon ondska är nära.

- Vilda Belle och Vilde Bill (WilyKit and WilyKat) – Två barn, en yngre syster och en äldre bror, som bägge är baserade på vildkatter.

### Allierade
- Snark (Snarf) – En äldre individ ur en ras som kallas "snarf", som är knubbiga, lurviga och snälla kattliknande varelser. Snarf tjänade som en barnskötare och beskyddare till Lejon-O när han var en pojke.

### Fiender
- Mumm-Ra – Seriens huvudskurk och, med sitt bemästrande av magi, Thundercats mäktigaste fiende. Denne odödlige demonpräst är en uråldrig invånare på Tredje jorden och de forntida onda andarnas främste tjänare. Mumm-Ra är bosatt i sin svarta pyramid och har ofta formen som en levande död, mumifierad varelse. Men när han reciterar rätt besvärjelse till de forntida onda andarna förvandlas han till en muskulös demon. Han har en mumifierad bulldogg vid namn Ma-Mutt som husdjur.

- Mutanterna (The Mutants) – En ond allians bestående av mutanter av olika raser som Thundercats ständigt kämpar emot. Några av de mer betydande är:

- - Slithe – Den brutale ledaren för ödlemännen, och genom sin dominanta och otåliga personlighet framstår han även som mutanternas ledare i helhet. Även om han helt saknar sofistik, kan han vara väldigt slug. Till skillnad från Schakalen och Gorillan, vars fysik inte skiljer sig från andra mutanter av samma ras, sticker Slithe ut ur sin sort genom sina öron och kraftigare fysik.

- - Schakalen (Jackalman) – Ledaren för schakalmännen från planeten Plun-Darr. Han är en slug, djärv och mycket smidig krigare, men samtidigt mycket försiktig och misstrogen. Hans namn är Kaynar i 2011 års reboot.

- - Gorillan (Monkian) – Ledaren för apmännen och agerar ofta som mutanternas spion. Han är en stark och smidig krigare, men också oklok och mycket ottålig. Hans namn är Addicus i 2011 års reboot.

- - Gammannen (Vultureman) – Mutanternas mekaniker och uppfinnare. Han anlände inte till Tredje jorden med de andra mutanterna, utan kom senare. Han är sannolikt den mest intelligente, men också den mest olojale, av nämnvärda mutanter. Hans namn är Vultaire i 2011 års reboot.

- - Råttkungen (Ratar-O) – Kapten över rymdskeppet Ratstar och en mycket arrogant och dominerande ledare bland mutanterna. Hans störste supporter tycks vara Gammannen. Liksom Gammannen, anlände han senare i serien.

## Röster

### Engelska röster (originalversion)
- Earl Hammond - Mumm-Ra, Jaga, Vultureman, Amok
- Earle Hyman - Panthro, Red-Eye, Ancient Spirits of Evil
- Larry Kenney - Lion-O, Jackalman
- Lynne Lipton - Cheetara, WilyKit, Luna
- Bob McFadden - Slithe, Tug-Mug, Snarf, Snarfer
- Peter Newman - Tygra, WilyKat, Ben-Gali, Monkian
- Doug Preis - Lynx-O, Alluro
- Gerrianne Raphael - Pumyra, Chilla, Jagara

### Svenska röster
- Andreas Nilsson - Lejon-O (Lion-O) och Mumm-Ra
- Annelie Berg - Cheetara
- Hasse Jonsson - Tiger (Tygra) och Schakalen (Jackalman)
- Johan Hedenberg - Jaga, Slithe och Råttkungen (Ratar-O)
- Mattias Knave - Vilde Bill (WilyKat), Snark (Snarf) och Gammannen (Vultureman)
- Myrra Malmberg - Vilda Belle (WilyKit)
- Tommy Nilsson - Panter (Panthro) och Gorillan (Monkian)